# Flames of Paradise
Flames of Paradise è un brano cantato da Jennifer Rush e da Elton John.

## Il brano
La canzone, scritta da Andy Goldmark e Bruce Roberts, è un tipico brano pop, influenzato anche dalla musica elettronica; proveniva dall'album della Rush Heart Over Mind (1987). Elton aveva appena affrontato una delicata operazione alla gola, che gli aveva modificato la voce in maniera sostanziale (tra l'altro, John aveva anche perso l'uso del falsetto che caratterizzava molti dei suoi brani): in questa canzone, ciò risulta molto evidente. Il testo, scritto da Andy Goldmark, significa letteralmente Fiamme Del Paradiso.
Flames of Paradise fu distribuita come singolo nel 1987 dalla CBS Records: raggiunse una #59 UK e una #36 USA, portando Heart Over Mind nella Top 40 statunitense.  La canzone ebbe inoltre fortuna nella Repubblica Federale Tedesca (#8) e in Svizzera (#7).